# Tantilla cucullata
Tantilla cucullata — вид змій родини полозових (Colubridae). Мешкає в Сполучених Штатах Америки і Мексиці.

## Поширення і екологія
Tantilla cucullata мешкають в регіоні Транс-Пекос на заході Техасу, від Шафтер в окрузі Пресидіо через регіон Біг-Бенд, зокрема через гори Девіс і Чісос, до водоспада Долан-Фоллс на річці Девілс-Рівер в окрузі Вал-Верде. Також вони спостерігалися в мексиканських штатах Коауїла і Чіуауа. Tantilla cucullata живуть в скелястих каньйонах, порослих соснами, дубами і ялівцями, на пагорбах, порослих луками, ялівцями і чоллою, на прибережних луках, порослих креозонтами, акаціями, юками і травою. Зустрічаються на висоті від 119- до 1712 м над рівнем моря. Ведуть прихований, риючий, нічний спосіб життя.